# نیت جونز (بوکسر)
نیت جونز (انگلیسی: Nate Jones؛ زادهٔ august ۱۸, ۱۹۷۲ (۵۲ سال)) ورزشکار بوکس اهل ایالات متحده آمریکا است.
وی در مسابقات کشوری و بین‌المللی در مجموع برندهٔ ۱ مدال برنز شده‌است.